# فرديناند أوليفييه
فرديناند أوليفييه (بالألمانية: Ferdinand Johann von Olivier)‏ هو رسام ألماني، ولد في 1 أبريل 1785 في ديساو في ألمانيا، وتوفي في 11 فبراير 1841 في ميونخ في ألمانيا.